# أتلتيكو كالي
أتلتيكو كالي (بالإسبانية: Atlético Cali)‏ هو نادي رياضي كولومبي في كرة القدم، تأسس في سنة 2005 ويتمركز في مدينة كالي.